# Worthing, Norfolk
Worthing är en by i civil parish Hoe and Worthing, i distriktet Breckland, i grevskapet Norfolk i England. Byn är belägen 7 km från Dereham. Worthing var en civil parish fram till 1935 när blev den en del av Hoe. Civil parish hade 120 invånare år 1931.